# Юпітер LXIX

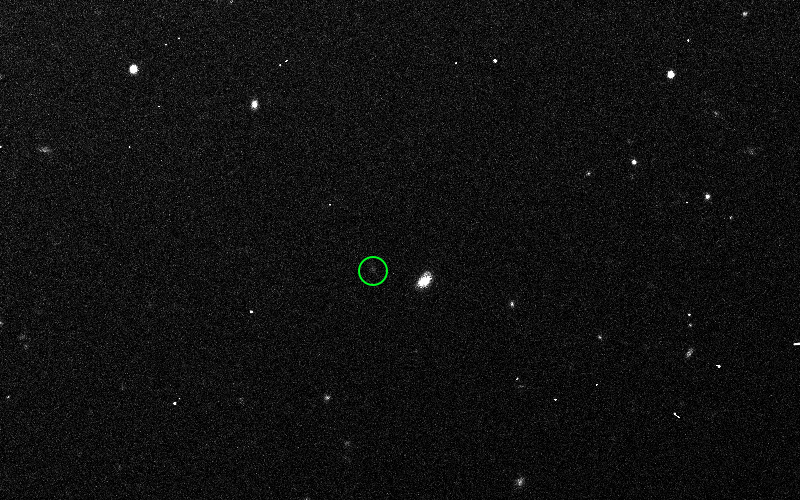
Фотографії Юпітер LXIX, зроблені 8 вересня 2010

Юпітер LXIX — супутник Юпітера, також відомий під початковим позначенням S/2017 J 8. Відкритий Скоттом Шеппардом та його командою у 2017 році. Оголошено про це відкриття було лише 17 липня 2018 року в електронному циркулярі Центру малих планет.
Супутник належить до групи Карме. Він має діаметр приблизно 1 кілометр і та обертається навколо великої півосі близько 23 232 700 км з нахилом орбіти приблизно 164,7°.